# Halcones
Die Escuadrilla de Alta Acrobacia Halcones, einfach als die „Falken“ bekannt, ist eine aktive Gruppe von neun Piloten der Fuerza Aérea de Chile, die speziell für den Kunstflug ausgebildet wurden. Eines der Markenzeichen der Halcones ist Erstellung der chilenischen Flagge in der Luft mit Rauch. Das Team fliegt Extra-300-Flugzeuge. Die Halcones hatten unter anderem Vorführungen in Ecuador, Brasilien, Großbritannien, Belgien, USA, Kanada, Israel, Frankreich, Peru und Bolivien.

## Flugzeuge

### Pitts Special (1981–1990)
Die Air Force erwarb die Pitts-Special-Modelle S-2A und S-2S. Dieser agile Doppeldecker wurde in den USA hergestellt. Der S-2A wird von einem 200 PS starken Lycoming-Motor angetrieben, der S-2S von einem 260-PS-Motor.
Die Halcones verwendete die Pitts für etwa 400 Veranstaltungen in ihrem Heimatland und im Ausland. Während diesen Jahren wurde das Team zu einer Bekanntheit, dies führte unter anderem zu den folgenden Einladungen an internationalen Veranstaltungen:
| Jahr | Anlass                                                         |
| ---- | -------------------------------------------------------------- |
| 1985 | Ecuatorian Air Force Jahrestag.                                |
| 1987 | International Air Tattoo, Inglaterra.                          |
| 1988 | Brazilian Air Force Jahrestag                                  |
| 1989 | Sanicole Air Show, Bélgica.                                    |
| 1989 | Internationales Air Tattoo und 4. Jahrestag der NATO, England. |

Die letzte Vorführung mit dem Flugzeugtyp war am 25. Februar 1990.

### Extra 300 (1990–2003)
1990 wurden die Pitts durch einen neuen Flugzeugtyp ersetzt: die Extra 300. Dieser deutsche Eindecker wird von einem 6-Zylinder Textron-Lycoming-Motor mit 300 PS angetrieben.
Die Mannschaft machte etwa 400 Präsentationen mit den Extra 300 in Chile (von Arica nach Punta Arenas, sowie Osterinsel) und im Ausland.
| Jahr | Anlass                                      |
| ---- | ------------------------------------------- |
| 1990 | U.S.A Springfield Air Rendezvous.           |
| 1993 | England International Air Tattoo.           |
| 1995 | Canada Abbotsford International Air Show.   |
| 1995 | U.S.A Open House Air Show.                  |
| 1997 | U.S.A Jahrestag USAF.                       |
| 1998 | Israel, Jahrestag Israel Air Force.         |
| 1998 | France, First World patrols Acrobat.        |
| 2001 | Ecuador, JahrestagEcuador Air Force.        |
| 2001 | Peru School of Aviation.                    |
| 2002 | Brasil 50. Jahrestag Esquadrilha da Fumaça. |
| 2002 | England International Air Tattoo.           |
| 2007 | 50. Jahrestag Bolivian Air Force.           |
| 2012 | Brasil 60. Jahrestag Esquadrilha Da Fumaça. |

Die letzte Vorführung mit der Extra 300 war am 13. Mai 2012.

### Extra 300L (2003–Gegenwart)
Aufgrund der Erfolge die mit der Extra 300 erreicht wurden, wechselte das Team auf die verbesserte Extra 300L. Die Extra 300L ist eine Tiefdeckervariante der Extra 300.

## Auszeichnungen
Während ihrer 31-jährigen Dienstzeit hat die Kunstflugstaffel Länder wie Ekuador, Brasilien, Kanada, USA, England, Belgien, Israel, Frankreich und Peru besucht.
Best Air Display
Dieser Preis wurde in Springfield 1990 vergeben, zu Ehren der Präsentation mit den neuen Extra 300. Die „Halcones“ waren die erste Kunstflugstaffel, die dieses Flugzeug für Kunstflug verwendeten.
Sir Douglas Bader
Dieser Preis wurde in dem Team bei ihrem zweiten Besuch in England am International Air Tattoo 1993 verliehen. Diese ist der renommierteste Preis des Festivals.
Best Individual Flying Demonstration
Im Jahr 1993, während der Teilnahme am International Air Tattoo in England, erhielt das Team den Preis für die beste Präsentation eines Teams im Ausland, als „Beste Individuelle Vorführung“.
50. Jahrestag der USAF
Als Teil der Zeremonie zum fünfzigsten Jahrestag der United States Air Force im Jahr 1997 wurden die „Halcones“ eingeladen.
50. Jahrestag der IAF
Im Jahr 1998 wurden die „Halcones“ zum 50. Jahrestag der Israelischen Luftstreitkräfte eingeladen.
Ives Duval
Dieser Preis wurde in Évreux im Juli 1998 während der ersten Patrouillenkunstflug-Weltmeisterschaft zum hundertsten Jubiläum des Aeroclub de France verliehen. Zu diesem Fest wurden dreizehn Ländern mit ihren jeweiligen Kunstflugteams eingeladen. Die „Halcones“ wurden als die „Best of the Best“ ausgewählt. Die Teilnehmer an dieser Veranstaltung waren mit der Wahl des Siegerteam beauftragt; Der Preis wurde vom französischen Verteidigungsminister verliehen, begleitet vom Oberbefehlshaber der Luftwaffe.

## Zwischenfälle
- Am 8. August 2007 kollidierte das Flugzeug Nr. 5 von Captain Mario Costa mit einem anderen Flugzeug der Gruppe während einer Übung. Bei der Notlandung rollte das Flugzeug in ein geparktes Fahrzeug, der Pilot wurde unverletzt gerettet.

- Am 9. November 2011 stürzte Pilot Nummer 3, Lieutenant Cristián Padilla, während einer Routine-Übung zu „El Bosque“ und nach einer Tour im ganzen Land mit seiner Extra-300L ab. Der 28-jährige Pilot kam dabei ums Leben. Die genaue Ursache des Unfalls wird noch untersucht.[1]